# Saské vévodství
Saské vévodství (dolnoněmecky Hartogdom Sassen, psáno v runách: ᚼᛅᚱᛐᚮᚵᛐᚢᛗ ᛊᚨᚼᛊᛁᚾ, německy Herzogtum Sachsen) bylo středověké kmenové vévodství existující do roku 1296 a rozkládající se především na území současné německé spolkové země Dolní Sasko, ale zasahovalo i na území Saska-Anhaltska a Severního Porýní-Vestfálska, Šlesvicka-Holštýnska a okrajových oblastí severního Durynska a Hesenska. Roku 1296 se vévodství definitivně rozpadlo na Sasko-Wittenbersko a Sasko-Lauenbursko.

## Historie

### Starší kmenové vévodství
Po smlouvě z Verdunu (843) připadlo téměř celé Sasko Východofranské říši. V polovině 9. století zde vzniklo silné kmenové vévodství, jehož prvním známým vévodou byl Liudolf, zmiňovaný v pramenech k roku 850. Za vlády jeho syna Oty Osvíceného pak Sasové ovládli Durynsko. Jeho syn, Jindřich I. Ptáčník, se stal roku 919 králem Východofranské říše a Sasko jádrem vznikajícího císařství.

### Mladší kmenové vévodství
Po nástupu Oty I. (936–973) na německý trůn bylo Saské vévodství v roce 960 uděleno lénem Heřmanu Billungovi (odtud také další název Saska Země Billungů), přičemž nejdůležitější opěrné body zůstaly v držení krále. Zároveň výboji na východ vznikla Billunžská marka. Od konce 10. století a v 11. století postupně zanikla jednota vévodství, které se rozpadlo na řadu hrabství. V roce 1106 vymřel rod Billungů smrtí vévody Magnuse Saského, a Sasko získal Lothar Supplinburský, zvolený v roce 1125 římským králem jako Lothar III. Ten Sasko v roce 1137 převedl na svého zetě, vévodu Jindřicha Pyšného (Heinricha der Stolze) z Bavorska, za jehož života byla Míšeňská marka nakrátko opanována Welfy (1137–1138).

### Jindřich Lev (1142–1180)

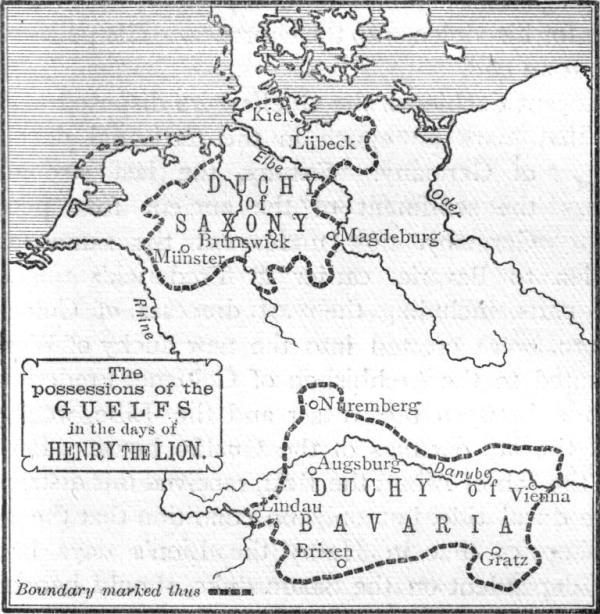
Welfské Sasko a Bavorsko

Po sesazení Jindřicha Pyšného obdržel Saské vévodství Albrecht I. Medvěd z rodu Askánců, který je zpětně převedl v roce 1142 na Jindřichova syna, proslulého Jindřicha Lva, za což obdržel Braniborské markrabství. Jindřich Lev z rodu Welfů rozšířil území Saska především vítěznými boji s polabskými Slovany na východním a severovýchodním pomezí (zde získal roku 1160 Meklenbursko, které se pak roku 1170 zase plně osamostatnilo jako říšské knížectví) a získal i Bavorské vévodství.
Roku 1180 poráží Jindřicha Lva císař Fridrich I. Barbarossa, který mu většinu držav zabavil a vévodství bylo rozděleno, čímž také de facto zaniklo. 

### Askánské období (1180–1423)
Bernhard, hrabě askánský, získal titul vévody a rodové državy, k nimž si ještě vydobyl Wittenbersko a Lauenbursko; arcibiskup kolínský pak Vestfálsko (jako vévodství); pomořanská knížata byla v roce 1181 povýšena na vévody; lankrabě durynský Herman I. obdržel Saskou Falc (Saské falckrabství, založené Jindřichem I. Ptáčníkem); Lübeck byl v roce 1182 povýšen na říšské město; a Jindřichu Lvu zůstaly pouze část Engern a Ostfálsko (z těchto zemí pak vzniklo roku 1235 Brunšvicko)

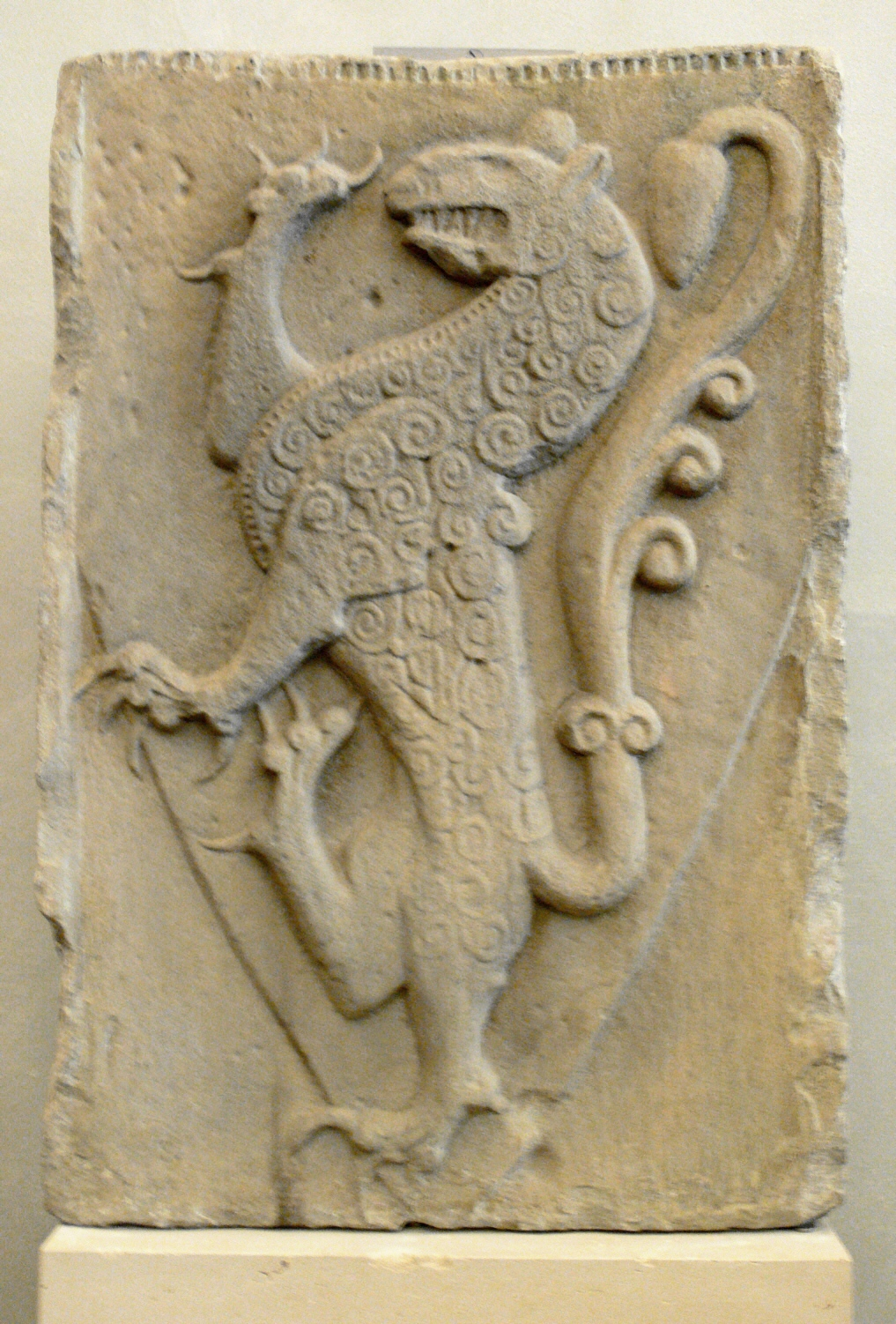
Znak Welfů v klášteře Steingaden z 13. století

V roce 1260 si Bernhardovi vnuci rozdělili jeho území mezi sebe a to tak, že Johann získal Sasko-Lauenbursko a
Albrecht Sasko-Wittenbersko. Obě linie spolu soupeřili o zisk kurfiřtského hlasu, který byl v roce 1356 přiřčen císařem Karlem IV. Rudolfu I. (1297–1356), vévodovi sasko-wittenberskému společně s úřadem říšského vikariátu.
Když v roce 1423 vymřela wittenberská linie sasko-askánského domu, obdržel kurfiřtský titul a zároveň přeneseně i titul vévodů saských míšeňský markrabě Fridrich IV. (I.) Bojovný z rodu Wettinů. Wittenberg se pak stal hlavním městem Saského kurfiřtství.

## Symbolika

znak:
znak přisuzovaný Billungům na základě jejich mincí
znak Welfů (modrý lev na zlatém poli)
znak Askánců kolem roku 1000
znak vzniklý až ve 14. století a přisuzovaný zpětně Sasku